# Flughafen Naxçıvan

i8
i11
i13
Der Flughafen Naxçıvan (aserbaidschanisch Naxçıvan Hava Limanı, IATA-Code: NAJ, ICAO-Code: UBBN) ist ein Verkehrsflughafen nahe der Stadt Naxçıvan in der zu Aserbaidschan gehörenden Exklave und autonomen Republik Naxçıvan. Der Flughafen wird sowohl zivil als auch militärisch genutzt.

## Geschichte
Der Bau des Flughafens Naxçıvan begann am 31. Oktober 1974 und wurde 1976 abgeschlossen. Zu diesem Zeitpunkt waren vor allem Turbopropflugzeuge wie die Yakolew Yak-40 oder Antonow An-24 vorherrschend am Flughafen. Die einzige regelmäßig bediente Route war diejenige nach Baku. Der Flughafen wuchs in der zweiten Hälfte der neunziger Jahre, nachdem Aserbaidschan unabhängig wurde. Infolge der Blockade der Straße zwischen der Autonomen Republik Naxçıvan und dem Rayon Zəngilan durch Armenien wurde die Luftfahrt zum einzig möglichen Transportmittel. Aus diesem Grund leitete Heydar Aliyev, damals Sprecher des Parlaments der Autonomen Republik Nachitschewan, 1992 die Sanierung der Landebahn des Flughafens Nachitschewan ein. Diese Arbeiten wurden in kurzer Zeit unter Einbeziehung lokaler Spezialisten durchgeführt. Infolge der Verlängerung der Landebahn konnte der Flughafen nun auch Tu-134-Flugzeuge empfangen.
Zwischen 2002 und 2004 wurde ein neues Flugterminal gebaut, und im April 2004 erhielt der Flughafen Naxçıvan den Status eines internationalen Flughafens.

## Fluggesellschaften und Ziele
| Fluggesellschaft    | Destination        |
| ------------------- | ------------------ |
| Azerbaijan Airlines | Baku-Heydər Əliyev |
| Turkish Airlines    | Istanbul           |

Saisonal gibt es auch Flüge in die russische Hauptstadt Moskau.

## Zwischenfälle
- Am 5. Dezember 1995 verunglückte eine Tupolew Tu-134B-3 der Azerbaijan Airlines (Luftfahrzeugkennzeichen 4K-65703) nach dem Start vom Flughafen Nachitschewan. Während des Steigflugs nach dem Start fiel das Triebwerk Nr. 1 (links) aus. Die dreiköpfige Besatzung stellte jedoch das noch funktionierende Triebwerk Nr. 2 (rechts) ab. Daraufhin kam es zum Kontrollverlust; die Maschine schlug auf einem Feld knapp 4 Kilometer von der Startbahn entfernt auf. Von den 82 Insassen starben 52. Auslöser war ein schon lange bestehender, nicht reparierter Defekt am Triebwerk Nr. 1.[5]